# رناتا ووراکووا
 رناتا ووراکووا (انگلیسی: Renata Voráčová؛ زادهٔ ۶ اکتبر ۱۹۸۳) یک تنیس‌باز اهل جمهوری چک است.